# Basilia travassosi
Basilia travassosi är en tvåvingeart som beskrevs av Guimaraes 1938. Basilia travassosi ingår i släktet Basilia och familjen lusflugor. Inga underarter finns listade i Catalogue of Life.